# Tom Ellis (motociclista)
Tom Ellis   (North Yorkshire, c. 1924 - p. segle XXI) va ser un pilot de motociclisme anglès que va destacar en competicions de trial i enduro durant la dècada del 1950. Entre altres èxits destacats, va guanyar el British Experts Trial el 1951 amb una BSA.
Tom Ellis va començar a conduir motocicletes a 16 anys, el 1940, amb una Francis-Barnett 150. El 1941 s'enrolà a la Royal Navy i serví en un dragamines durant la Segona Guerra Mundial. El 1945, ja llicenciat, tornà a casa a ajudar en el negoci d'electricista del seu germà Jack, alhora que competia en trials fent servir una Panther 350, que aviat va canviar per una Matchless. Arran de la mort sobtada de Jack, Tom va decidir organitzar un trial anual en honor seu, el Jack Leslie Ellis Memorial Trial, una prova que encara organitza actualment el Ripon Motor Club i es manté al calendari a data de 2023.
El 1947, Royal Enfield va proporcionar a Tom Ellis una moto de fàbrica, amb la qual va córrer fins a finals del 1950 quan, gràcies als seus bons resultats, esdevingué pilot oficial de BSA. El 1951 va guanyar amb aquesta marca el British Experts Trial i va formar part de l'equip "B" britànic al Vas d'argent dels Sis Dies Internacionals (ISDT), disputats a Varese, on obtingué una medalla de bronze. Aconseguí l'or l'any següent a Bad Aussee (Àustria) i el 1954 a Llandrindod Wells (Gal·les). Els seus darrers ISDT varen ser els de 1955, a Gottwaldov.
Ellis va guanyar nombroses proves durant la seva etapa a BSA i va obtenir bons resultats en un dels trials més durs que es disputen a Anglaterra, l'Scott Trial, on aconseguí la silver spoon ("cullera de plata", premi que s'atorga als qui es classifiquen entre el setè i el vintè lloc) en 12 de les 14 edicions en què hi participà. El 1956, Ellis es va retirar de les competicions i es va establir definitivament a Ripon, North Yorkshire, on va establir una concessionària de motocicletes i va dirigir durant anys el Ripon Motorcycle Club.

## Palmarès
- 1 victòria al British Experts Trial (1951)
- 2 medalles d'or als ISDT (1952 i 1954)
- 1 medalla de bronze als ISDT (1951)